# Campeonato Europeo de Tiro de 2022
El XXXIX Campeonato Europeo de Tiro se celebró en dos sedes, las pruebas de 300 m en Zagreb (Croacia) entre el 25 y el 30 de julio y las pruebas de 25 m y 50 m en Breslavia (Polonia) entre el 13 y el 17 de septiembre de 2022 bajo la organización de la Confederación Europea de Tiro (ESC), la Federación Croata de Tiro Deportivo y la Federación Polaca de Tiro Deportivo.
Inicialmente, el campeonato iba a disputarse en una sola sede, Moscú (Rusia), pero debido a la invasión rusa de Ucrania esta sede fue cancelada.
Las competiciones se realizaron en el Campo de Tiro Vrapčanski Potok de la capital croata y en el Campo de Tiro WKS Śląsk Wrocław de la ciudad polaca. 

## Resultados

### Masculino
| Evento                                 | Oro                                | Plata                                     | Bronce                                  |
| -------------------------------------- | ---------------------------------- | ----------------------------------------- | --------------------------------------- |
| Rifle 3 posiciones 300 m (27.07)       | István Péni · Hungría · 586 pts.   | Tomasz Bartnik · Polonia · 583 (19x) pts. | Dimitri Dutendas Francia 583 (16x) pts. |
| Rifle 3 posiciones 300 m (equipos)     | Austria ·                          | Suiza ·                                   | Polonia ·                               |
| Rifle en pos. tendida 300 m (29.07)    | Steffen Olsen Dinamarca 595        | Remi Moreno Flores Francia 594 (30x)      | Pascal Bachmann · Suiza · 594 (24x)     |
| Rifle 3 posiciones 50 m (14.09)        | Petr Nymburský · República Checa · | Jon-Hermann Hegg · Noruega ·              | Jiří Přívratský · República Checa ·     |
| Rifle 3 posiciones 50 m (equipos)      | República Checa ·                  | Noruega ·                                 | Suiza ·                                 |
| Rifle en pos. tendida 50 m (15.07)     | Jan Lochbihler · Suiza · 627,2     | Anton Rizov Bulgaria 626,6                | Simon Claussen · Noruega · 626,5        |
| Pistola rápida de fuego 25 m (14.09)   | Clément Bessaguet Francia 30       | Oliver Geis · Alemania · 29               | Pavlo Korostylov · Ucrania · 21         |
| Pistola rápida de fuego 25 m (equipos) | Francia                            | Polonia ·                                 | República Checa ·                       |

### Femenino
| Evento                              | Oro                               | Plata                                   | Bronce                                  |
| ----------------------------------- | --------------------------------- | --------------------------------------- | --------------------------------------- |
| Rifle 3 posiciones 300 m (27.07)    | Lisa Müller · Alemania · 583 pts. | Elin Åhlin · Suecia · 582 pts.          | Henna Viljanen · Finlandia · 579 pts.   |
| Rifle 3 posiciones 300 m (equipos)  | Suiza ·                           | Alemania ·                              | Polonia ·                               |
| Rifle en pos. tendida 300 m (29.07) | Anja Senti · Suiza · 597          | Karolina Kowalczyk · Polonia · 595      | Elin Åhlin · Suecia · 594               |
| Rifle 3 posiciones 50 m (15.07)     | Rikke Ibsen Dinamarca             | Veronika Blažíčková · República Checa · | Daria Tyjova · Ucrania ·                |
| Rifle 3 posiciones 50 m (equipos)   | Alemania ·                        | República Checa ·                       | Noruega ·                               |
| Rifle en pos. tendida 50 m (15.07)  | Anna Janssen · Alemania · 630,5   | Jenny Stene · Noruega · 630,2           | Jeanette Hegg Duestad · Noruega · 627,2 |
| Pistola 25 m (14.09)                | Doreen Vennekamp · Alemania · 29  | Klaudia Breś · Polonia · 21             | Renáta Sike · Hungría · 17              |
| Pistola 25 m (equipos)              | Alemania ·                        | Ucrania ·                               | Polonia ·                               |

### Categoría abierta
| Evento                        | Oro                                 | Plata                                 | Bronce                                |
| ----------------------------- | ----------------------------------- | ------------------------------------- | ------------------------------------- |
| Rifle estándar 300 m (26.07)  | Tomasz Bartnik · Polonia · 587 pts. | Bernhard Pickl · Austria · 586 pts.   | Silvia Guignard · Suiza · 583 pts.    |
| Pistola 50 m (16.09)          | João Costa Portugal 558             | Lauris Strautmanis Letonia 557        | Damir Mikec Serbia 557                |
| Pistola de fuego 25 m (17.09) | Adrian Schaub · Suiza · 583 (+26)   | Ruslan Lunev Azerbaiyán 583 (+23)     | Peeter Olesk Estonia 582              |
| Pistola estándar 25 m (15.09) | Ruslan Lunev Azerbaiyán 574 (+10)   | Pavlo Korostylov · Ucrania · 574 (+8) | Matěj Rampula · República Checa · 570 |

### Mixto
| Evento                              | Oro                                                | Plata                                            | Bronce                                          |
| ----------------------------------- | -------------------------------------------------- | ------------------------------------------------ | ----------------------------------------------- |
| Rifle 3 posiciones 300 m (28.07)    | Suiza · Silvia Guignard · Gilles Dufaux            | Suecia · Elin Åhlin · Karl Olsson                | Suiza · Anja Senti · Pascal Bachmann            |
| Rifle en pos. tendida 300 m (30.07) | Polonia · Karolina Kowalczyk · Daniel Romańczyk    | Suiza · Silvia Guignard · Gilles Dufaux          | Alemania · Veronique Münster · Christian Dreßel |
| Rifle 3 posiciones 50 m (16.09)     | Noruega · Jeanette Hegg Duestad · Jon-Hermann Hegg | Noruega · Jenny Stene · Simon Claussen           | Dinamarca Stephanie Grundsøe Steffen Olsen      |
| Rifle en pos. tendida 50 m (16.09)  | Austria · Sheileen Waibel · Thomas Mathis          | Noruega · Jenny Stene · Henrik Larsen            | Suiza · Chiara Leone · Jan Lochbihler           |
| Pistola rápida 25 m (15.09)         | Ucrania · Anastasiya Nimets · Volodymyr Pasternak  | República Checa · Alžběta Dědová · Matěj Rampula | Ucrania · Yuliya Korostylova · Pavlo Korostylov |

## Medallero
| Núm. | País            | Oro | Plata | Bronce | Total |
| ---- | --------------- | --- | ----- | ------ | ----- |
| 1    | Suiza           | 5   | 2     | 5      | 12    |
| 2    | Alemania        | 5   | 2     | 1      | 8     |
| 3    | Polonia         | 2   | 4     | 3      | 9     |
| 4    | República Checa | 2   | 3     | 3      | 8     |
| 5    | Francia         | 2   | 1     | 1      | 4     |
| 6    | Austria         | 2   | 1     | 0      | 3     |
| 7    | Dinamarca       | 2   | 0     | 1      | 3     |
| 8    | Noruega         | 1   | 5     | 3      | 9     |
| 9    | Ucrania         | 1   | 2     | 3      | 6     |
| 10   | Azerbaiyán      | 1   | 1     | 0      | 2     |
| 11   | Hungría         | 1   | 0     | 1      | 2     |
| 12   | Portugal        | 1   | 0     | 0      | 1     |
| 13   | Suecia          | 0   | 2     | 1      | 3     |
| 14   | Bulgaria        | 0   | 1     | 0      | 1     |
| 14   | Letonia         | 0   | 1     | 0      | 1     |
| 16   | Estonia         | 0   | 0     | 1      | 1     |
| 16   | Finlandia       | 0   | 0     | 1      | 1     |
| 16   | Serbia          | 0   | 0     | 1      | 1     |
|      | TOTAL           | 25  | 25    | 25     | 75    |